# Kúrske (Crimea)
|  | Per a altres significats, vegeu «Kúrskoie». |

Kúrske (en (ucraïnès): Курське) és un poble de la República Autònoma de Crimea a Ucraïna, que el 2014 tenia 1.204 habitants. Pertany al districte de Bilogorsk.